# Pressuposto (filosofia)
Em epistemologia, pressupostos dizem respeito a um sistema de crença, ou Weltanschauung, e são necessários para que um valor fundamental, existencial e/ou normativo faça sentido. 